# Bracon exhilarator
Bracon exhilarator är en stekelart som beskrevs av Christian Gottfried Daniel Nees von Esenbeck 1834. Bracon exhilarator ingår i släktet Bracon och familjen bracksteklar. Arten är reproducerande i Sverige.

## Underarter
Arten delas in i följande underarter:
- B. e. varicoloris
- B. e. polonicella